# Bitter barbarakruid
Bitter barbarakruid (Barbarea intermedia) is een tweejarige plant uit de kruisbloemenfamilie (Brassicaceae), die voorkomt op voedselrijke bodems in West-Europa.

## Naamgeving enetymologie
- Synoniemen: Barbarea gautieri Rouy & Foucaud; Barbarea pinnata Lebel ex Rouy & Foucaud; Barbarea prostrata Gay ex Lacaita; Barbarea sicula var. prostrata (Gay ex Lacaita) Gren. & Godr.; Barbarea vulgaris subsp. intermedia (Boreau) Maire; Barbarea vulgaris var. transiens Pau & Font Quer; Campe intermedia (Boreau) Rauschert; Crucifera media E.H.L.Krause

Barbarea is vernoemd naar Sint-Barbara, beschermster tegen brand en bliksem en tegen een plotselinge dood. De soortaanduiding intermedia is afgeleid van het Latijnse intermedius (in het midden).

## Kenmerken
Bitter barbarakruid is een hemikryptofyt, een tweejarige kruidachtige plant met een meestal vertakte, kantige, onbehaarde tot licht behaarde stengel die tot 30 (zelden 75) cm hoog wordt. De plant draagt aan de voet een wortelrozet met veerdelige bladeren met drie tot zeven paar zijslippen en een wig- tot lancetvormige eindslip. De verspreid staande stengelbladeren zijn korter, met 1 tot 3 paar zijslippen. De bladvoet draagt gewimperde oortjes.
De bloeiwijze is een kleine bloemtros met kelkvormige, viertallige bloemen. De kelkblaadjes zijn onbehaard. De vrijstaande kroonblaadjes zijn lichtgeel en 4 tot 7 mm lang.
De vrucht is een rechtopstaande peul, 1 tot 3 cm lang, met een dikke stompe snavel.
De plant bloeit van april tot juni, soms tot augustus.

## Habitaten verspreiding
Bitter barbarakruid komt vooral voor op open, grazige plaatsen op voedselrijke, stikstofrijke, dikwijls iets venige bodem, zoals in wegbermen, ruigtes en akkers.
De plant komt voornamelijk voor in West-, Midden- en Zuid-Europa, van Noord-Frankrijk tot Portugal en in het oosten tot de Balkan.
De plant is vrij zeldzaam in België en Nederland.

## Verwante en gelijkende soorten
Het bitter barbarakruid onderscheidt zich van de zustersoort gewoon barbarakruid (Barbarea vulgaris) door de veerdelige stengelbladeren (die van het gewoon barbarakruid zijn ongedeeld), en van het stijf barbarakruid (Barbarea stricta) door de onbehaarde kelkblaadjes. Vroeg barbarakruid (Barbarea verna) telt meer dan zes paar zijslippen van de onderste bladeren en heeft ongewimperde bladoortjes. 
... · 
B. intermedia (Bitter barbarakruid) · 
B. strica (Stijf barbarakruid) · 
B. verna (Vroeg barbarakruid) · 
B. vulgaris (Gewoon barbarakruid) · 
...